# Пенриндайдрайт
52°55′47″ пн. ш. 4°03′59″ зх. д. / 52.929811111111° пн. ш. 4.0663027777778° зх. д.
Пенриндайдрайт (валлійська вимова: [pɛnr̥ɨnˈdeɨ̯draːɨ̯θ] ⓘ; букв. «півострів із двома пляжами») — невелике місто та громада у графстві Гвінед, Уельс. Місто лежить неподалік від гирла річки Дварид на автомагістралі A487, приблизно за 3 милі (4,8 км) на схід від Портмадогу, і за даними перепису 2011 року населення становило 2150 осіб, що зросло з 2031 у 2001 році. До громади входять села Мінфорд і Портмейріон.

## Галерея

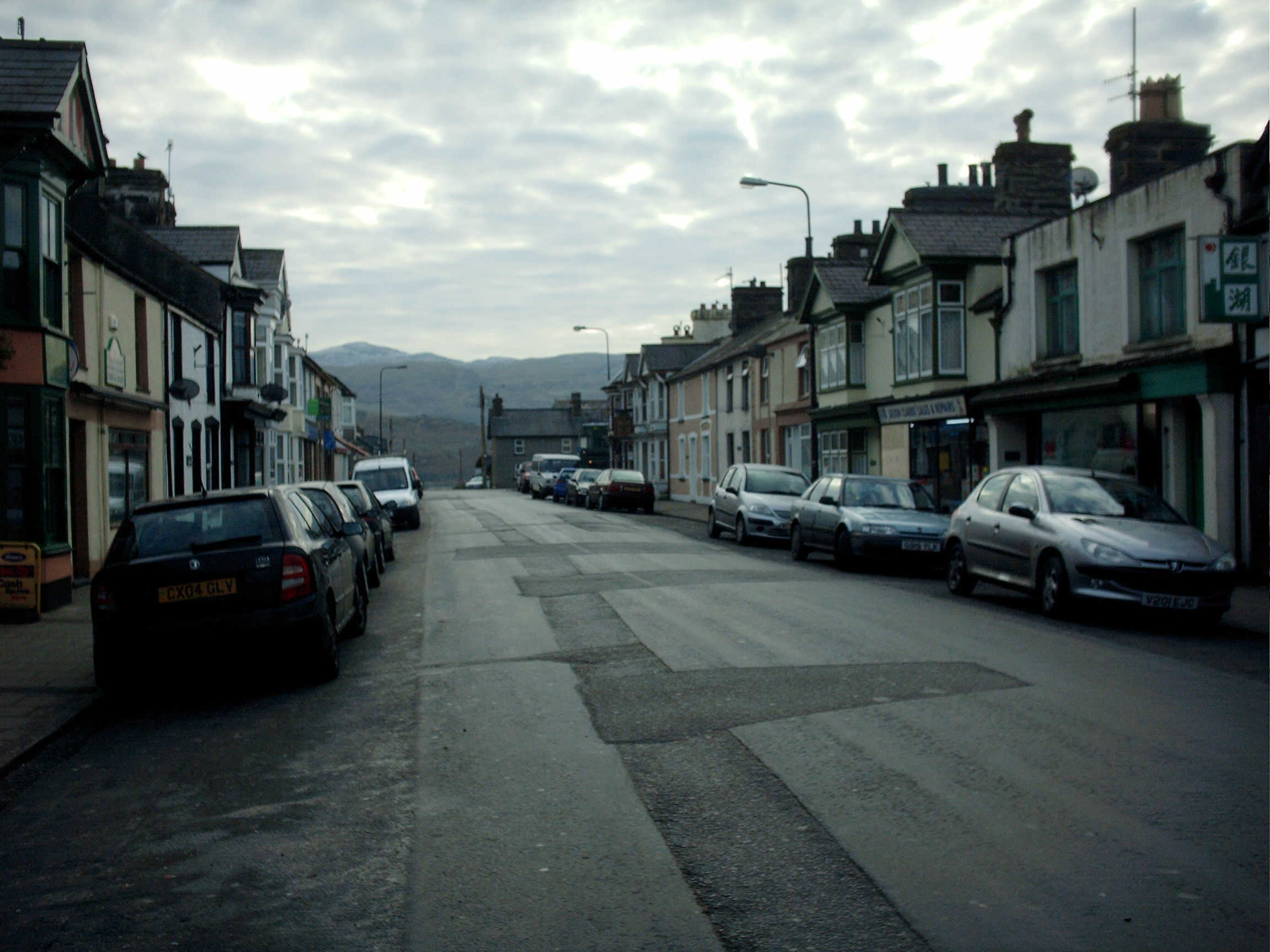
Головна вулиця
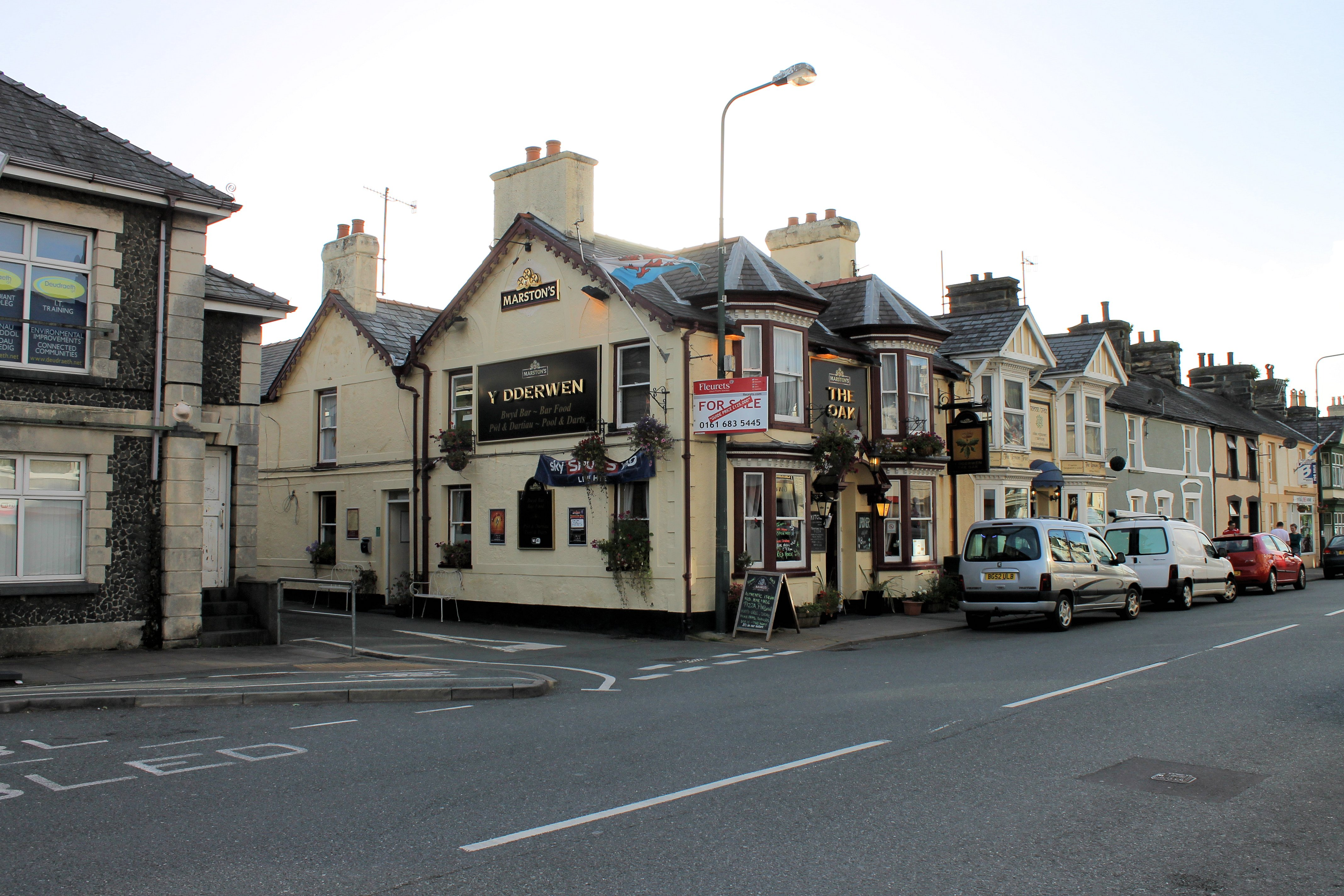
Паб
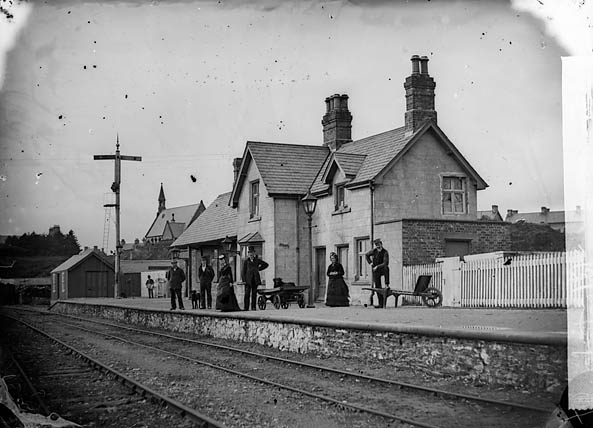
Залізничний вокзал у 1875 році.
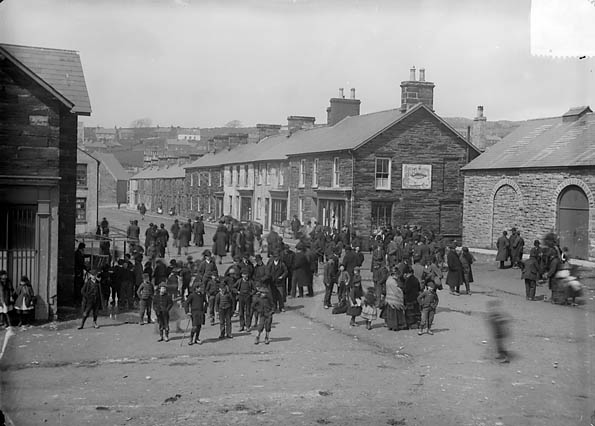
Ярмарок у 1888 році.
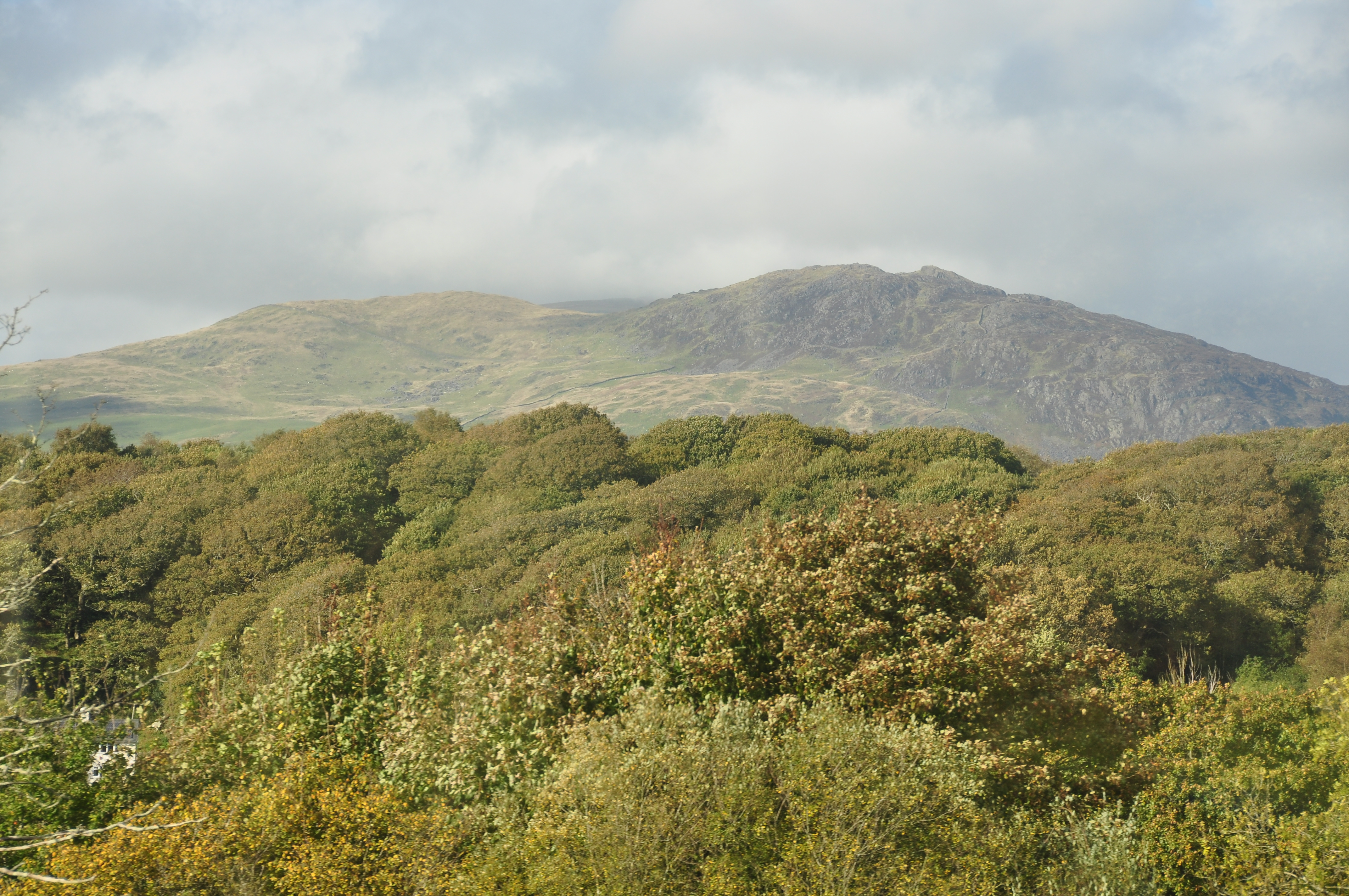
Ліс і гора поблизу.
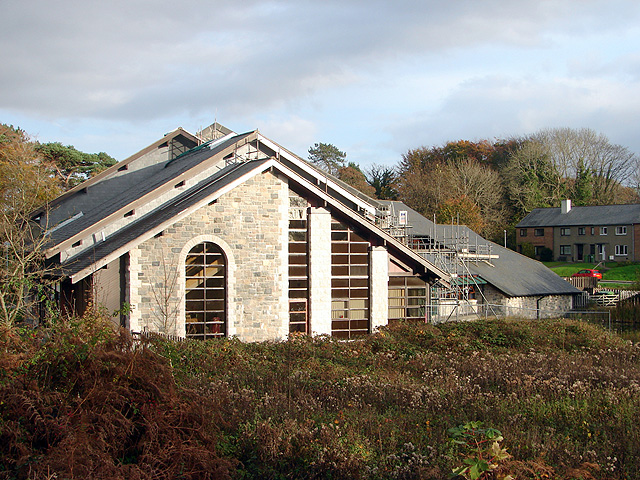
Штаб-квартира національного парку Сноудонія.
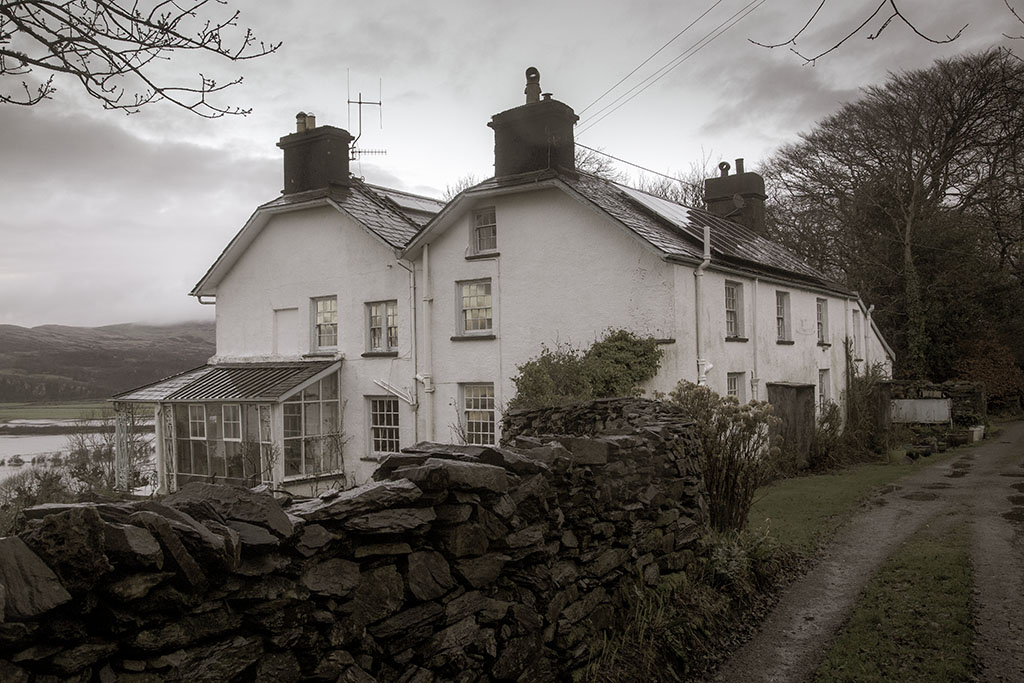
"Plas Penrhyn", дім Бертрана Рассела, 2020 рік.